# الرابطة البرلمانية 1996–97
الرابطة البرلمانية 1996–97 (بالإنجليزية: 1996–97 Isthmian League)‏ هو موسم من دوري إسثميان. فاز فيه يوفل تاون.